# Le monde nous appartient
Le monde nous appartient è un film del 2012 diretto da Stephan Streker.
Il film ha ottenuto tre candidature ai premi Magritte 2014, tra cui miglior film, vincendo come migliore colonna sonora per Ozark Henry.

## Trama
È notte, su un viadotto di periferia si verifica un accoltellamento. Il destino di due giovani uomini, Pouga e Julien, si intreccia e viene stravolto a partire da tale episodio, nonostante i due siano dei perfetti sconosciuti.

## Riconoscimenti
- 2014 – Premio Magritte
  - Migliore colonna sonora a Ozark Henry
  - Candidato come miglior film
  - Candidato come migliore scenografia a Catherine Cosme
- 2013 – Premio Ensor
  - Miglior film in coproduzione